# 라 하울라 데 오로
《라 하울라 데 오로》(스페인어: La jaula de oro)은 1997년 방영된 멕시코의 텔레노벨라이다.